# The Girl at the Cupola
The Girl at the Cupola è un cortometraggio muto del 1912 diretto da Oscar Eagle.

## Trama
Silas Wilson, proprietario di una fonderia in crisi, si rende conto che per salvare la sua attività e poter competere sul mercato deve cambiare drasticamente i metodi lavorativi e svecchiare il personale. Per questo motivo, decide di affidare la direzione dell'azienda al giovane Jack Berry, il fidanzato di sua figlia Jessie: con l'obiettivo di riorganizzare la fonderia, Berry licenzia tutti i vecchi dipendenti e li sostituisce con operai più giovani. Quando questi giungono a prendere servizio, vengono accolti da una folla inferocita e tumultuosa la quale, dopo uno scontro, si dirige verso la fonderia per dare la caccia al nuovo direttore. Jessie, inizialmente solidale con i vecchi operai della fonderia, teme per la vita del fidanzato e  si precipita ad avvertirlo. Lo trova vicino alla porta della cupola. Uno degli assalitori si avvicina furtivamente alle spalle di Berry e sta per pugnalarlo alla schiena quando Jessie afferra una spranga di ferro e lo colpisce. La folla impazzita si precipita verso Berry, ma la ragazza con un colpo di spranga rompe la porta della fornace, dalla quale fuoriesce un flusso infuocato di ferro. In questo modo, Jessie e Jack riescono a difendersi dall'assalto e permettono ai nuovi operai, accorsi in loro in soccorso, di sedare la rivolta.

## Produzione
Il film fu prodotto dalla Selig Polyscope Company.

## Distribuzione
Distribuito dalla General Film Company, il film - un cortometraggio in una bobina - uscì nelle sale cinematografiche statunitensi l'8 agosto 1912.
La pellicola esiste in una copia in positivo a 16 mm. La Harpodeon ha distribuito il film insieme a In the Days of the Thundering Herd. La versione DVD del corto ha una durata di 14 minuti, con sottotitoli in inglese e una colonna sonora Dolby Digital 2.0 stereo in MIDI digitale.